# (13914) Galegant
(13914) Galegant es un asteroide perteneciente al cinturón de asteroides descubierto el 11 de junio de 1980 por Carolyn Shoemaker desde el Observatorio del Monte Palomar, Estados Unidos.

## Designación y nombre
Designado provisionalmente como 1980 LC1. Fue nombrado en honor a Gale D. Gant (n. 1936) quien ayudó a organizar el archivo de placas del Telescopio Schmidt Oschin de 1,2 m del Observatorio Palomar. Activo en un papel de liderazgo en la Asociación del Observatorio del Monte Wilson, también ha realizado importantes contribuciones al Observatorio del Monte Wilson en California.

## Características orbitales
(13914) Galegant está situado a una distancia media del Sol de 2,578 ua, pudiendo alejarse hasta 3,274 ua y acercarse hasta 1,882 ua. Su excentricidad es 0,270 y la inclinación orbital 13,493 grados. Emplea 1511,58 días en completar una órbita alrededor del Sol.

## Características físicas
La magnitud absoluta de (13914) Galegant es 13,52. Tiene 11,919 km de diámetro y su albedo se estima en 0,072. 